# جاي ر. ميتشيل
جاي ر. ميتشيل (بالإنجليزية: J. R. Mitchell)‏ هو معلم موسيقى أمريكي، ولد في 13 أبريل 1937 في فيلادلفيا في الولايات المتحدة، وتوفي في 25 يناير 2004 في نيويورك في الولايات المتحدة.

## وصلات خارجية
- جاي ر. ميتشيل على موقع ميوزك برينز (الإنجليزية)
- جاي ر. ميتشيل على موقع ميوزك برينز (الإنجليزية)
- جاي ر. ميتشيل على موقع ديسكوغز (الإنجليزية)